# Desges (rivière)
Pour les articles homonymes, voir Desges (homonymie).
La Desges est une rivière française du Massif central qui coule dans les départements de la Lozère et de la Haute-Loire. C'est un affluent de l'Allier en rive gauche, donc un sous-affluent de la Loire.

## Géographie
De 35,3 km de longueur
la Desges a son origine sur les versants orientaux du massif de la Margeride en Lozère, sur le territoire de Saint-Privat-du-Fau, au pied d'un des sommets de la chaîne appelé le Montgrand (1 417 mètres). Elle adopte presque dès le départ la direction du nord-est, et franchit rapidement la limite du département de la Haute-Loire. Dans son cours supérieur, elle reçoit l'apport de plusieurs ruisseaux bien fournis, descendant comme elle des hauteurs de la Margeride. Elle se jette dans l'Allier (rive gauche) à Chanteuges, petite localité située à six kilomètres en amont (au sud-est) de Langeac.

### Communes traversées
La Desges traverse les communes suivantes :
- Département de la Lozère : Saint-Privat-du-Fau et Paulhac-en-Margeride
- Département de la Haute-Loire : La Besseyre-Saint-Mary, Auvers, Desges, Venteuges, Chazelles, Pébrac et Chanteuges.

## Affluents
| - ruisseau d'Auzenc - ruisseau de Broussous - ruisseau de Tombatou - ruisseau du Broully - ruisseau de Pratcros - ruisseau de Fongondy | - ruisseau de Lestager - ruisseau de Chambonnet - ruisseau du Plas - ruisseau de Coustas - ruisseau la Gourgueyre - ruisseau de Lescoussousses | - ravin des Combes - ruisseau du Frau - ruisseau des Taillades - ruisseau de Meyronne - ravin de Combe Brunet - ravin des Charbonnières | - ruisseau de la Borie - ruisseau de Digons - ruisseau de Pourcheresse |

## Hydrologie

### La Desges à Chanteuges
La Desges est une rivière abondante, comme la plupart des cours d'eau du Massif Central issus de hauteurs bien arrosées. Son débit a été observé durant une période de 38 ans (1970-2007), à Chanteuges, localité du département de la Haute-Loire située au niveau de son confluent avec l'Allier. Le bassin versant de la rivière y est de 140 km2, soit la totalité de ce dernier.
Le module de la rivière à Chanteuges est de 1,88 m3/s.
La Desges présente des fluctuations saisonnières de débit modérées, avec des hautes eaux d'hiver-début de printemps portant le débit mensuel moyen à un niveau situé entre 2,41 et 2,97 m3/s, de décembre à mai inclus (avec un maximum en avril), et des basses eaux d'été, de juillet à septembre inclus, accompagnées d'une baisse du débit moyen mensuel allant jusqu'à 0,693 m3/s au mois d'août, ce qui reste assez consistant pour un aussi petit cours d'eau.

### Étiage ou basses eaux
À l'étiage, le VCN3 peut chuter jusque 0,13 m3/s, en cas de période quinquennale sèche, soit 130 litres par seconde, ce qui correspond à la moyenne des autres cours d'eau d'Auvergne.

### Crues
Les crues peuvent être assez importantes, du moins compte tenu de l'exiguïté du bassin de la rivière. Ainsi les QIX 2 et QIX 5 valent respectivement 12 et 19 m3/s. Le QIX 10 est de 23 m3/s, le QIX 20 est de 27 m3/s, tandis que le QIX 50 se monte à 32 m3/s.
Le débit instantané maximal enregistré à Chanteuges durant la période d'observation, a été de 28,6 m3/s le 1er octobre 1973, tandis que la valeur journalière maximale était de 19,4 m3/s le 27 avril 1983. En comparant la première de ces valeurs à l'échelle des QIX de la rivière, il apparaît que cette crue était d'ordre vicennal, et donc destinée à se reproduire assez fréquemment, tous les 25-30 ans plus ou moins.

### Lame d'eau et débit spécifique
La Desges est une rivière abondante. La lame d'eau écoulée dans son bassin versant est de 424 millimètres annuellement, ce qui est nettement supérieur à la moyenne d'ensemble de la France tous bassins confondus, et aussi à la moyenne du bassin de la Loire (244 millimètres), ainsi qu'à celle du bassin de l'Allier (326 millimètres à Cuffy). Le débit spécifique (ou Qsp) de la rivière atteint 13,4 litres par seconde et par kilomètre carré de bassin.

## Aménagements et écologie

### Protection environnementale
La vallée de la Desges fait partie de la ZNIEFF de type 1 « Vallée de la Desges ». On y trouve un habitat composé notamment d'aulnaie-frênaie le long des cours d'eau, ainsi que des groupements saxicoles. En ce qui concerne la flore, on peut y observer la présence du Lis martagon et de la Joubarbe des toits.